# Softades
Softades (griechisch Σοφτάδες, türkisch Softalar) ist eine Gemeinde im Bezirk Larnaka in Zypern. Bei der Volkszählung im Jahr 2021 hatte sie 74 Einwohner. Die Gemeinde besteht nicht mehr aus einem klassischen Dorf, sondern aus eher lose verteilten Häusern.

## Geographie

### Geographische Lage

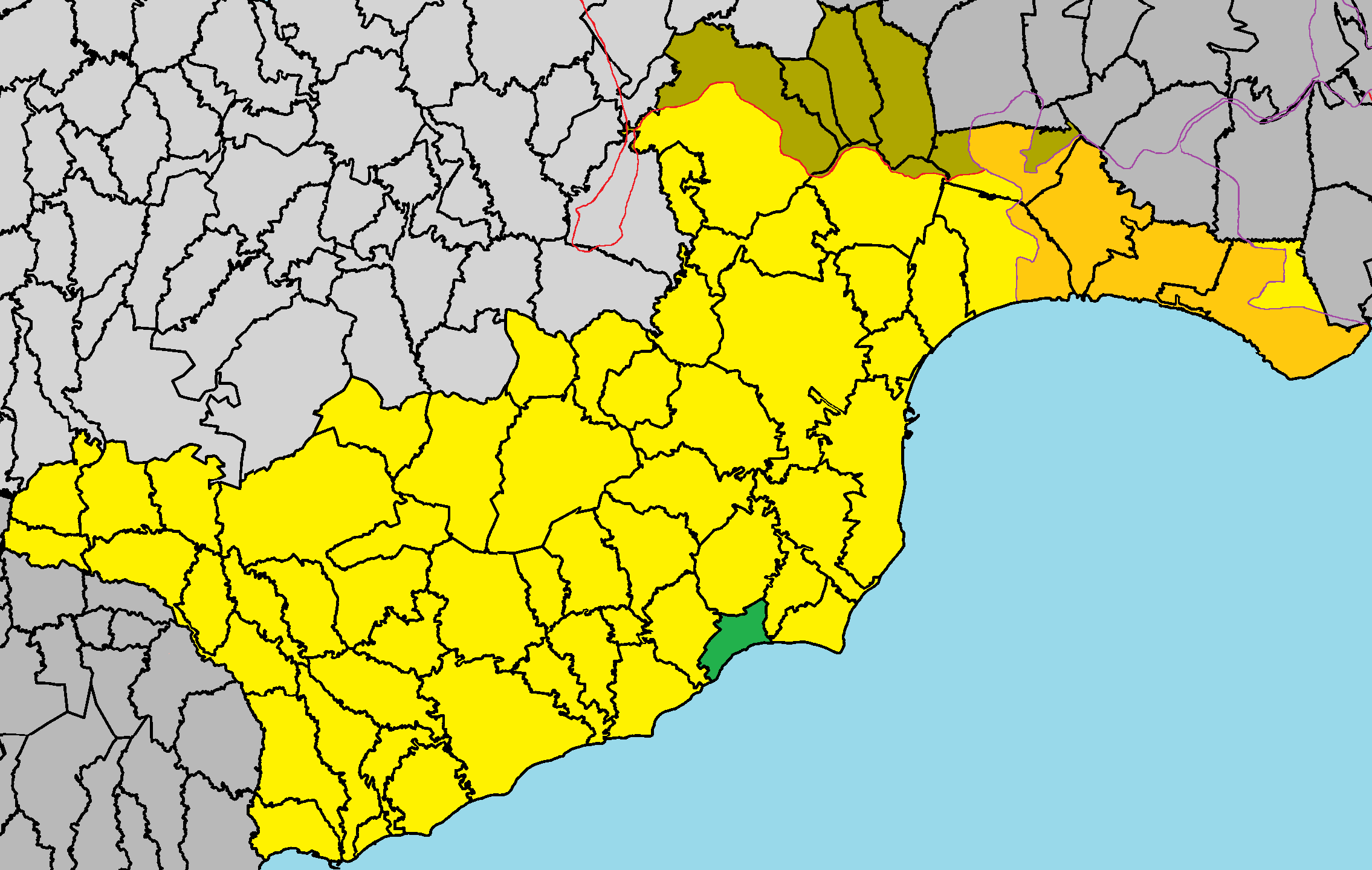
Lage der Gemeinde im Bezirk Larnaka

Softades liegt im Süden der Insel Zypern auf circa 20 Metern Höhe, etwa 40 km südöstlich der Hauptstadt Nikosia, 11 km südwestlich von Larnaka und 46 km nordöstlich von Limassol.
Die Gemeinde befindet sich am Mittelmeer in der Küstenebene von Larnaka und ist von landwirtschaftlich genutzter Fläche, vor allem Feldern, umgeben. Entlang der östlichen Gemeindegrenze fließt der Fluss Tremithos. Der Flughafen Larnaka, wichtigster Flughafen der Insel, liegt etwa 6 Kilometer nordöstlich.
Orte in der Umgebung sind Tersefanou im Norden, Kiti im Nordosten, Pervolia im Osten sowie Mazotos und Kivisili im Westen.

### Geologie
Die Böden auf dem Gebiet der Gemeinde stammen aus geologisch gesehen jungen Schwemmlandablagerungen aus dem Holozän. Unter diesen Bedingungen haben sich Terra rossa und Xerorendzina-Böden gebildet.

## Geschichte
In mittelalterlichen Quellen finden sich keine Erwähnungen von Softades. Deshalb ist es wahrscheinlich, dass das Dorf zur osmanischen Zeit auf Zypern (1570–1878) gegründet wurde. Der Ort nahm in seiner Geschichte keine bedeutende Stellung ein und war hauptsächlich von Hirten und Bauern bewohnt. Zum Zeitpunkt der osmanischen Volkszählung 1831 wurde der Ort als Suhteler geführt, was ungefähr „Religionsschüler“ bedeutet.
Softades war ursprünglich von Zyperntürken bewohnt. Während der Unruhen auf Zypern, die 1963–1964 stattfanden, flohen die Bewohner nach Kivisili und Dromolaxia. Nach der türkischen Invasion von 1974 mussten die türkisch-zyprischen Einwohner von Softades ihr Dorf endgültig verlassen und sich im türkisch besetzten Nordzypern niederlassen. Die meisten Bewohner zogen deshalb nach Exometochi (türkisch Düzova) nordöstlich von Nikosia oder nach Limnia (türkisch Mormenekşe) nördlich von Famagusta. Die Umsiedlung fand 1975 statt, das alte Dorf ist bis heute verlassen. Von den einstigen Häusern stehen heute nur noch Ruinen. Die ehemalige Ortsstelle wird von Schafbauern genutzt.

### Bevölkerungsentwicklung
Vor 1974 war Softades fast durchgehend ausschließlich von Zyperntürken bewohnt. Nachdem diese 1974 vertrieben worden sind, verzeichnete die Gemeinde einige Jahrzehnte keine Einwohner mehr. Seit den 2000er-Jahren steigt die Bevölkerungszahl wieder an.
| Jahr      | 1831    | 1881 | 1891 | 1901 | 1911 | 1921 | 1931 | 1946 | 1960 | 1976 | 1982 | 1992 | 2001 | 2011 | 2021 |
| Einwohner | 11 Anm. | 88   | 68   | 61   | 67   | 46   | 52   | 74   | 117  | 0    | 0    | 0    | 7    | 62   | 74   |